# ألبرت بروبست
ألبرت بروبست (بالألمانية: Albert Probst)‏ هو فلاح وسياسي ألماني، ولد في 29 ديسمبر 1931 في ألمانيا، وتوفي في 24 مارس 2015 بميونخ في ألمانيا. حزبياً، نشط في الاتحاد الاجتماعي المسيحي. انتخب سكرتير برلماني في ألمانيا ‏ وانتخب عضو في البوندستاغ الألماني خلال فترته النيابية ‏ (13 ديسمبر 1972 – 13 ديسمبر 1976).

## روابط خارجية
- ألبرت بروبست على موقع مونزينجر (الألمانية)